# Саттон (Вермонт)
Саттон (англ. Sutton) — місто (англ. town) в США, в окрузі Каледонія штату Вермонт. Населення — 913 особи (2020).

### Клімат
| Клімат : Саттон                                         | Клімат : Саттон | Клімат : Саттон | Клімат : Саттон | Клімат : Саттон | Клімат : Саттон | Клімат : Саттон | Клімат : Саттон | Клімат : Саттон | Клімат : Саттон | Клімат : Саттон | Клімат : Саттон | Клімат : Саттон | Клімат : Саттон |
| Показник                                                | Січ.            | Лют.            | Бер.            | Квіт.           | Трав.           | Черв.           | Лип.            | Серп.           | Вер.            | Жовт.           | Лист.           | Груд.           | Рік             |
| Абсолютний максимум, °C                                 | 16,1            | 16,1            | 25,0            | 32,2            | 33,3            | 35,0            | 36,7            | 35,6            | 35,6            | 28,3            | 21,1            | 15,6            | 36,7            |
| Середній максимум, °C                                   | −4,4            | −2,8            | 2,8             | 10,6            | 18,3            | 23,3            | 26,1            | 25,0            | 20,0            | 12,8            | 5,0             | −1,7            | 11,1            |
| Середній мінімум, °C                                    | −18,3           | −18,3           | −11,7           | −3,3            | 2,2             | 7,8             | 10,6            | 8,9             | 5,0             | −0,6            | −5,6            | −13,3           | −3,3            |
| Абсолютний мінімум, °C                                  | −40             | −40,6           | −36,7           | −23,9           | −9,4            | −7,2            | −1,7            | −3,3            | −7,2            | −12,8           | −24,4           | −37,2           | −40,6           |
| ------------------------------------------------------- | --------------- | --------------- | --------------- | --------------- | --------------- | --------------- | --------------- | --------------- | --------------- | --------------- | --------------- | --------------- | --------------- |
| Джерело: https://wrcc.dri.edu/cgi-bin/cliMAIN.pl?vt8172 |                 |                 |                 |                 |                 |                 |                 |                 |                 |                 |                 |                 |                 |

## Демографія
Згідно з переписом 2010 року, у місті мешкало 1029 осіб у 403 домогосподарствах у складі 290 родин. Було 486 помешкань
Расовий склад населення:
| - 96,8 % — білих - 0,2 % — корінних американців - 0,1 % — чорних або афроамериканців |

До двох чи більше рас належало 2,3 %. Частка іспаномовних становила 1,7 % від усіх жителів.
За віковим діапазоном населення розподілялося таким чином: 22,2 % — особи молодші 18 років, 63,8 % — особи у віці 18—64 років, 14,0 % — особи у віці 65 років та старші. Медіана віку мешканця становила 42,2 року. На 100 осіб жіночої статі у місті припадало 115,3 чоловіків;  на 100 жінок у віці від 18 років та старших — 112,5 чоловіків також старших 18 років.
Середній дохід на одне домашнє господарство  становив 62 230 доларів США (медіана — 58 333), а середній дохід на одну сім'ю — 71 249 доларів (медіана — 66 667). Медіана доходів становила 37 250 доларів для чоловіків та 33 875 доларів для жінок. За межею бідності перебувало 8,6 % осіб, у тому числі 15,6 % дітей у віці до 18 років та 4,1 % осіб у віці 65 років та старших.
Цивільне працевлаштоване населення становило 511 осіб. Основні галузі зайнятості: освіта, охорона здоров'я та соціальна допомога — 33,3 %, виробництво — 16,0 %, науковці, спеціалісти, менеджери — 9,2 %, будівництво — 8,6 %.